# 坝王河
坝王河，也作霸王河，又称摆金河、巴盘江，位于中国贵州省中南部，是濛江左岸支流，发源于惠水县大坝乡田坎寨，向南流过甲定场后两次伏流4.8千米至惠水县甲烈乡，过摆金镇至平塘县新塘乡公峨村伏流3.5千米又入惠水县羡塘乡，经兴安村转入平塘县克度镇，至塘边镇马鞍寨附近进入地下伏流3段共10千米，在罗甸县董当乡大、小井出流，经沫阳镇和八总乡，至茂井镇蚂蚁寨注入濛江。河长121千米，流域面积2576平方千米。